# Mexistenasellus parzefalli
Mexistenasellus parzefalli é uma espécie de crustáceo da família Stenasellidae.
É endémica do México.